# Drusilasaura
Genre
Espèce
Drusilasaura est un genre de titanosaures du Crétacé inférieur retrouvé dans la province de Santa Cruz, en Argentine. Il s'agirait d'un gros sauropode d'après la taille de la scapula retrouvée (143 centimètres, soit 30 % plus grande que celle du Mendozasaurus). Il faisait possiblement partie des Lognkosauria. Si c'est le cas, il serait le plus vieux membre jamais retrouvé de ce clade.
L'espèce type, Drusilasaura deseadensis, a été décrite par César Navarrete, Gabriel Casal et Rubén Martínez en 2011. Elle est basée sur un holotype composé des échantillons 2097/1 à 2097/19 du Museo Padre Molina (MPM-PV), constitués de quatre vertèbres dorsales, d'une vertèbre sacrée, de six vertèbres caudales, d'un scapula gauche et d'autres fragments, retrouvés dans la formation géologique Bajo Barreal (en), dans le ranch María Aike de la famille Ortiz de Záratepar, par le paléontologue Marcelo Tejedor, qui cherchait des restes de mammifères. Les restes ont été extraits par une équipe du Laboratorio de Paleontología de Vertebrados de l'Universidad Nacional de la Patagonia San Juan Bosco (en). Le nom générique est donné en l'honneur de Drusila Ortiz de Zárate, une jeune fille du ranch. Le nom spécifique fait référence au Río Deseado.